# Manuel Fernández de Castro y Suero
Manuel Fernández de Castro y Suero (Madrid, 25 de abril de 1825-Madrid, 7 de mayo de 1895) fue un ingeniero de minas español, conocido principalmente por sus estudios sobre geología de la isla de Cuba. Realizó investigaciones en temas muy diversos, desde mejoras en las líneas de ferrocarril para prevención de accidentes hasta estudios sobre fósiles y prospecciones mineras. Contribuyó asimismo a la realizacíón del mapa geológico de España.

## Biografía
Realizó su formación académica en la Escuela de Minas (España), licenciándose muy joven como ingeniero de minas. En 1859 viajó a Cuba y en 1861 a Santo Domingo. En 1861 fue uno de los miembros fundadores de la  Real Academia de Ciencias Médicas, Físicas y Naturales de La Habana. En 1869 formó parte de la Junta Superior Facultativa de Minas con sede en Madrid. En el año 1872 regresó a España, donde tomó posesión de una plaza en la Junta Superior Facultativa de Minería. Durante el periodo 1873-1895 fue director del  Instituto Geológico y Minero de España. En 1879 fue elegido senador del parlamento español por la provincia de Santa Clara en representación del partido conservador, siendo reelegido en cuatro ocasiones hasta 1890.

## Obra
Realizó diferentes estudios sobre numerosos temas, entre ellos prospección minera, aguas subterráneas y paleontología, interesándose por la recolección y estudio de fósiles. Algunas de sus publicaciones más importantes son:
- La electricidad y los caminos de hierro, 1857.
- De la existencia de grandes mamíferos fósiles en la Isla de Cuba. La Habana, 1864.
- El Myomorphus cubensis; nuevo subgénero del Megalonyx. La Habana, 1870.
- Estudios sobre los huracanes ocurridos en la Isla de Cuba durante el mes de octubre de 1870. Madrid, 1871.
- Aetobatis Poeyii, Nueva especie fósil procedente de la Isla de Cuba. La Habana, 1874.
- Pruebas paleontológicas de que la Isla de Cuba ha estado unida al continente americano y breve idea de su constitución geológica. La Habana, 1884.
- Es autor, junto con Pedro Salterain Legarra del Croquis Geológico de la Isla de Cuba a escala 1:2.000.000 (1869-1883), primero de su tipo en Iberoamérica.